# Boston (England)
|  | For andre byer med navnet Boston, se Boston (flertydig) |
Boston er en by i Boston-distriktet, Lincolnshire, England, med et indbyggertal (pr. 2015) på 43.674. Distriktet har et befolkningstal på 67.564 (pr. 2015). Byen ligger 163 km fra London.